# Martín Ortega
Martín Yamir ortega (Quilmes, 20 agosto 1999) è un calciatore argentino, difensore del Tigre.

## Caratteristiche tecniche
Di ruolo terzino destro, può essere impiegato anche da difensore centrale o da esterno di centrocampo.

## Carriera
Ortega è cresciuto nel settore giovanile del Quilmes, con cui ha firmato il primo contratto professionistico nel 2020. Ha debuttato in prima squadra il 28 novembre dello stesso anno nell'incontro di Primera B Nacional perso 1-0 contro il Dep. Santamarina ed il 22 giugno 2021 ha segnato la sua prima rete nel successo per 3-1 sul Chacarita Juniors.
L'8 luglio 2022 è stato acquistato a titolo definitivo dal Tigre.

## Statistiche

### Presenze e reti nei club
Statistiche aggiornate al 20 luglio 2025.
| Stagione        | Squadra         | Campionato      | Campionato | Campionato | Coppe nazionali | Coppe nazionali | Coppe nazionali | Coppe continentali | Coppe continentali | Coppe continentali | Altre coppe | Altre coppe | Altre coppe | Totale | Totale | Totale |
| Stagione        | Squadra         | Comp            | Pres       | Reti       | Comp            | Pres            | Reti            | Comp               | Pres               | Reti               | Comp        | Pres        | Reti        | Pres   | Reti   |        |
| --------------- | --------------- | --------------- | ---------- | ---------- | --------------- | --------------- | --------------- | ------------------ | ------------------ | ------------------ | ----------- | ----------- | ----------- | ------ | ------ | ------ |
| 2020            | Quilmes         | PBN             | 7          | 0          | CA              | 0               | 0               | -                  | -                  | -                  | -           | -           | -           | 7      | 0      |        |
| 2021            | Quilmes         | PBN             | 33         | 2          | CA              | 0               | 0               | -                  | -                  | -                  | -           | -           | -           | 33     | 2      |        |
| 2022            | Quilmes         | PBN             | 20         | 1          | CA              | 1               | 0               | -                  | -                  | -                  | -           | -           | -           | 21     | 1      |        |
| Totale Quilmes  | Totale Quilmes  | Totale Quilmes  | 60         | 3          |                 | 1               | 0               |                    | -                  | -                  |             | -           | -           | 61     | 3      |        |
| 2022            | Tigre           | PD              | 9          | 0          | CA+CdL          | 1+0             | 0               | -                  | -                  | -                  | TC          | 1           | 0           | 11     | 0      |        |
| 2023            | Tigre           | PD              | 12         | 0          | CA+CdL          | 1+2             | 0               | CS                 | 3                  | 0                  | -           | -           | -           | 18     | 0      |        |
| 2024            | Tigre           | PD              | 18         | 1          | CA+CdL          | 1+11            | 0+1             | -                  | -                  | -                  | -           | -           | -           | 30     | 2      |        |
| 2025            | Tigre           | PD              | 12         | 1          | CA              | 2               | 0               | -                  | -                  | -                  | -           | -           | -           | 14     | 1      |        |
| Totale Tigre    | Totale Tigre    | Totale Tigre    | 51         | 2          |                 | 18              | 1               |                    | 3                  | 0                  |             | 1           | 0           | 73     | 3      |        |
| Totale carriera | Totale carriera | Totale carriera | 111        | 5          |                 | 19              | 1               |                    | 3                  | 0                  |             | 1           | 0           | 134    | 6      |        |